# 1.º Esquadrão de Aviões de Transporte e Alarme Aéreo Antecipado
O 1.º Esquadrão de Aviões de Transporte e Alarme Aéreo Antecipado (VEC-1, originalmente VR-1) era uma unidade planejada da Aviação Naval Brasileira que voaria aviões KC-2 Trader. Oito unidades foram adquiridas em 2010 e quatro foram entregues para modernização à empresa americana Marsh Aviation, mas o projeto foi cancelado em 2023. Nenhum avião chegou a voar. Seu ocaso é associado ao do único porta-aviões então em serviço na Marinha do Brasil, o São Paulo, descomissionado em 2018. Planejava-se que os KC-2 decolassem do São Paulo para transporte logístico ao navio e reabastecimento em voo dos jatos A-4 Skyhawk do 1.º Esquadrão de Aviões de Interceptação e Ataque. Ao menos um seria convertido em avião-radar (alerta aéreo antecipado). Lançamentos de paraquedistas, evacuação aeromédica e busca e salvamento seriam possíveis missões secundárias. A sede do esquadrão seria a Base Aérea Naval de São Pedro da Aldeia.

## Contrato
234 milhões de dólares foram gastos na compra dos aviões e outros 191 milhões de reais na sua modernização. O lote original de aviões Grumman C-1A Trader foi adquirido em 12 de agosto de 2010 dos estoques da Marinha dos Estados Unidos, onde estavam fora de serviço desde 1988 e careciam de condições de voo. Não se optou por um avião mais moderno de mesma função, o Grumman E-2D Hawkeye, por este ser pesado demais para o antigo São Paulo. Planejava-se entregar os aviões para modernização na Embraer: quatro seriam operados e os demais mantidos para reposição de peças. Também havia planos de adquirir mais quatro aviões S-2G Tracker, semelhantes ao Trader, dos estoques da Armada Nacional do Uruguai.
Em 20 de outubro de 2011 a Marinha assinou um contrato com a Marsh Aviation, empresa americana com experiência na conversão dos C-1A Trader ao padrão Turbo Trader (KC-2). O pacote consistia na revisão estrutural, substituição de motores radiais por turboélices e do cockpit analógico por aviônicos digitais, instalação de um sistema gerador de oxigênio a bordo, sistema de voo por instrumentos e equipamentos para reabastecimento em voo. Quatro aeronaves escolhidas por oficiais brasileiros foram transferidas aos hangares da empresa em Mesa, Arizona. A empresa teve que reativar sua linha de conversão, o que atrasou o projeto, e esteve sob investigação do governo americano por seus negócios com a Força Aérea Venezuelana de 2005 a 2008, deixando o projeto suspenso por alguns anos.
Em 2014–2015 o projeto foi retomado e envolveu outras empresas, como a Elbit Systems of America. Considerou-se a integração de radares para o serviço de alerta aéreo antecipado. Esperava-se o voo inaugural do primeiro protótipo até novembro de 2017 e a entrega da primeira aeronave operacional ao final de 2018. Os primeiros pilotos foram enviados ao treinamento básico de voo na Academia da Força Aérea, de onde prosseguiram às instituições de treinamento da Marinha dos Estados Unidos, onde treinaram pousos a bordo de porta-aviões. Em 15 de novembro de 2018 foram acionados os motores do primeiro KC-2. Conforme o jornalista João Paulo Moralez, este viria a ser um "dos poucos resultados concretos sobre esse programa, além da aquisição das aeronaves". Ainda assim, esperava-se na época que os aviões fossem entregues no segundo semestre de 2021.

## Cancelamento
A baixa do São Paulo em 2018 anulou a necessidade original do esquadrão. Um uso potencial seria estender o alcance operacional dos Skyhawks a partir de bases em terra para cobrir todas as águas jurisdicionais brasileiras; a revista Asas noticiava um "clima de otimismo" na Aviação Naval com essa possibilidade. A mensagem de fim de ano de 2019 do comandante da Marinha, o almirante Ilques Barbosa, prometeu que os aviões levantariam voo pela primeira vez no ano seguinte. Mas conforme a revista argentina Pucará, o programa foi paralisado em 2019 e desde então seu cancelamento era considerado uma questão de tempo.
O contrato teve quatro aditivos, o último dos quais vigorou até 12 de outubro de 2021, e o último pagamento foi feito em 18 de junho desse ano. Do montante de gastos com a modernização, R$ 158 milhões foram desembolsados depois de 2017. A Portaria n.º 21/MB/MD, de 10 de fevereiro de 2023, extinguiu o Grupo de Fiscalização e Recebimento das aeronaves e transferiu suas atribuições à Diretoria de Aeronáutica da Marinha. O destino final das aeronaves é uma incógnita. Desde 18 de agosto de 2021 os dados do projeto são classificados como reservados e assim permanecerão até 2026. Segundo Santiago Rivas, na Pucará, o programa foi "um importante gasto para a Marinha do Brasil, sem obter nenhum resultado", e um possível destino seria vender os aviões à Armada Argentina, que ainda opera um S-2 Tracker.